# Orus de Milet
Orus de Milet, en llatí Orus, en grec antic Ωρος, fou un gramàtic grec que va viure al segle ii. Aquest personatge és probablement el mateix que un gramàtic que Suides esmenta com Orus (Ωρος) nadiu d'Alexandria, però que va ensenyar a Bizanci o Constantinoble, i que assenyala com a autor de περὶ διχρόνων i περὶ ἐθνικω̂ν. Aquestes obres serien en realitat d'Orus de Milet, però la biografia es confon amb la del gramàtic Orió d'Alexandria.
Per altres fonts es coneixen més obres d'Orus de Milet:
- Comentari d'ortografia d'Eli Herodià.
- Tractat d'ortografia en ordre alfabètic. Els títols que Suides menciona, περὶ διχρόνων i περὶ ἐθνικω̂ν, serien parts d'aquesta obra.
- Περὶ ἐθνικω̂ν, Sobre els pobles.
- Περὶ διχρόνων, Sobre el temps
- Περὶ ἐγκλιτικω̂ν μορίων, Sobre els enclítics
- Περὶ πολυσήμων o πολυσημάντων λέξεων, Sobre les paraules polisèmiques
- Περὶ πάθους, Sobre l'experiència
- Λύσεις προτάσεων τω̂ν ̔Ηρωδιανου̂
- Ιλιακὴ προσῳδία, probablement és una obra d'Eli Herodià que se li atribueix.

Podria ser autor d'altres tractats, segons sembla indicar Suides, però no se'n coneix ni tan sols el títol.